# Ternstroemia peduncularis
Ternstroemia peduncularis är en tvåhjärtbladig växtart som beskrevs av Dc. Ternstroemia peduncularis ingår i släktet Ternstroemia och familjen Pentaphylacaceae.

## Underarter
Arten delas in i följande underarter:
- T. p. obovalis
- T. p. peduncularis